# Al-Mustazhir
Al-Mustazhir, död 1118, var abbasidernas 28:e kalif. Han var regerade kalif i Abbasidkalifatet mellan 1094 och 1118. 